# Zhang Daoling
Zhang Ling (en chino tradicional, 張陵; en chino simplificado, 张陵; pinyin, Zhāng Líng; Wade-Giles, Chang Ling), posteriormente llamado Zhang Daoling (張道陵), nombre de cortesía Fuhan (en chino tradicional, 輔漢; en chino simplificado, 辅汉), (34-156), es considerado por la tradición taoísta china como el fundador del movimiento religioso del Tao de los cinco dǒu de arroz (en chino tradicional, 五斗米道; pinyin, Wǔ Dǒu Mǐ Dào) que habría sido continuado por su hijo Zhang Heng (張衡). Su vida es esencialmente legendaria y se dispone de muy poca información fiable. Más que por fuentes históricas, es conocido a través de su nieto Zhang Lu, quien hizo entrar al movimiento de las Cinco medidas y al heredero del mismo, los Maestros Celestiales, en la historia.

## Biografía

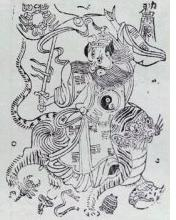
Zhang Daoling, el primero de los Maestros Celestiales

De acuerdo con la tradición, habría nacido hacia el año 34, durante la dinastía Han Tardía. Originario del condado de Feng (豐縣), en el actual Jiangsu, se habría instalado en vida del emperador Shundi (125-144) en Sichuan, antiguo estado y futuro reino de Shu, sobre un monte nombrado Huming (鵠鳴, «grito de los gansos salvajes») o Heming (鶴鳴, «grito de las grullas»), en el actual condado de Dayi, Chengdu (provincia de Sichuan). Su esposa se llamaba Yong. Después de haber vivido una infancia pobre y una juventud consagrada al aprendizaje, ejerció como exorcista y sanador. Murió en el año 156 en Hanzhong (Shaanxi).
Funda el primer movimiento religioso taoísta, el Tianshi Dao, también llamado Tao de las cinco medidas de arroz o en chino tradicional, 五斗米道; pinyin, Wǔ Dǒu Mǐ Dào, con el fin de organizar las creencias y recolectar los donativos de los fieles. Recomendaba la purificación del cuerpo para conseguir la purificación del espíritu y rechazaba los tradicionales sacrificios de animales. Haciendo una confesión pública de los pecados, el fiel aseguraba el perdón celestial y la buena fortuna.
Lao Zi se le habría aparecido en el año 142 y tras esa revelación empezó a transmitir textos y fórmulas mágicas, como el Talismán secreto de la poderosa alianza de la verdad y de la unidad (Zhengyimengwei milu 正一盟威秘籙), destinados a obtener la asistencia de los poderes celestiales y a proteger a los fieles, en particular del cataclismo que se acercaba antes de la llegada de la Gran paz celestial. Según la tradición, gracias a sus poderes milagrosos, tenía la capacidad de aparecer en varios lugares a la vez (bilocación). Habría elaborado varios elixires de la inmortalidad a partir de unos manuscritos hallados en el monte Wan.
Fundó el primer estado teocrático acogiendo varios cientos de miles de fieles durante décadas. El texto fundamental de su doctrina es el Dàodé jīng de Laozi, pero adaptado y comentado por Zhang Daoling en su obra Xiang'er' zhu (想爾), de la que ha sido reencontrada una copia parcial elaborada hacia el año 500.
Fue el emperador Tuoba Tao, quien reinó entre 424-452, quien le confirió el título póstumo de Tian Shi (Maestro Celestial) en honor de su piedad.
La vida de Zhang Ling aparece en la Biografías de los maestros celestiales de la dinastía Han (漢天師世家), obra redactada durante el XIV por Zhang Zhengchang (張正常), el 42º Maestro Celestial, que añadió varios detalles sin una base histórica conocida: su nombre social habría sido Fuhan (輔漢) y había nacido en el año 34; fue enviado como funcionario a Sichuan, Jiangzhou (江州), en la actual Chongqing. Bajo el emperador Mingdi (58-75), se retiró al monte Beiqiu (北邙山), condado de Luoyang, en Henan, y rechazó dos invitaciones imperiales para volver a la corte. Se retiró al monte Heming donde se encontró con Laozi quien le inspiró varias obras entre las que destaca Talismán secreto de la poderosa alianza de la verdad y de la unidad. Muere –o alcanza algún tipo de inmortalidad– en el año 156, a los 123 años, sobre el monte Qingcheng (青城山). Según algunas fuentes, junto a él fallecieron su familia y algunos discípulos.
Otras tradiciones sin base conocida afirman que tendría parentesco con célebres Zhang de la dinastía Han: sería el noveno descendiente de Zhang Liang, Marqués de Liu (留侯張良), o abuelo de Zhang Jiao, jefe de los Taipings.

## Enseñanzas

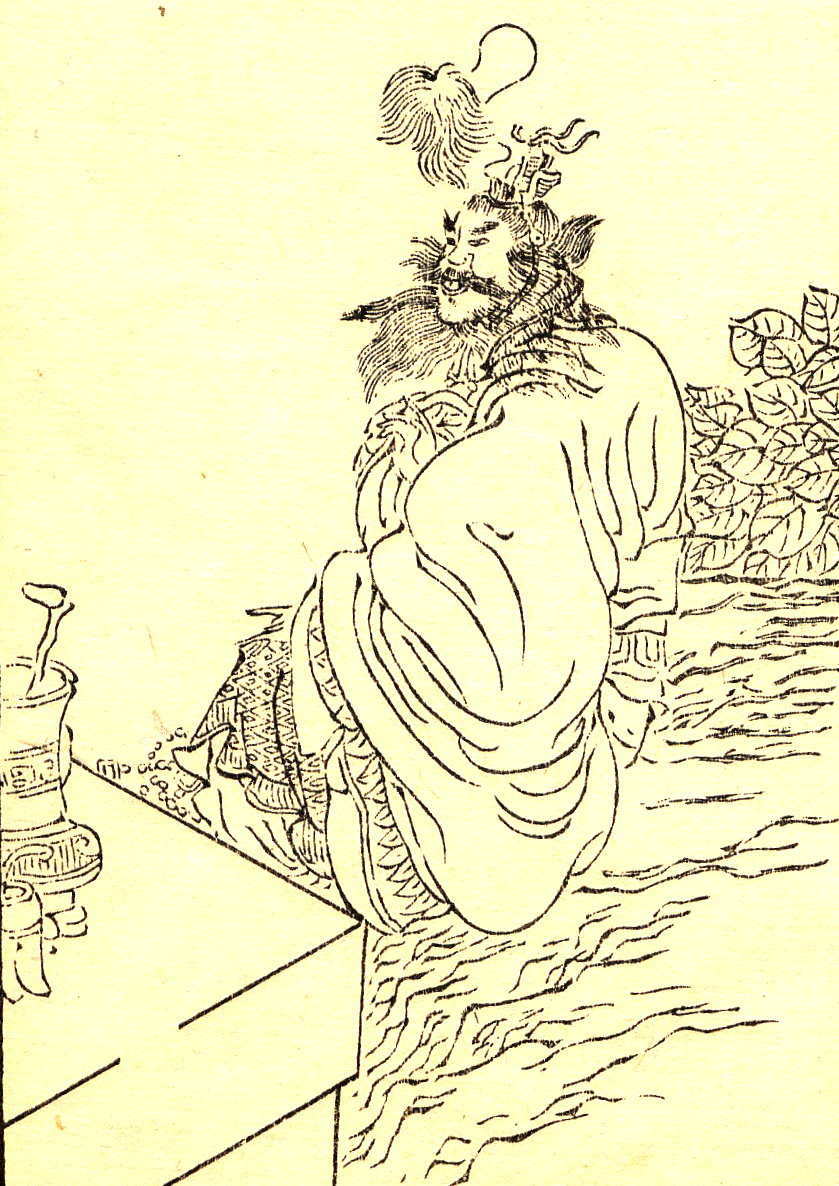
Zhang Daoling en una ilustración de 1923.

El poder de este nuevo patriarcado se transmite exclusivamente de padre a hijos. Así, a su muerte, su hijo Zhang Heng heredó la dirección del movimiento religioso fundado por su padre. Su escuela –tal como fue conocida en la época de su nieto Zhang Lu– se emparenta con una secta que se rebeló contra el confucianismo oficial y el poder político demasiado preocupados por los impuestos. Es de esencia mística, puesto que recomienda la fe como vía para la remisión de los pecados y de las enfermedades. Sus miembros se reivindican como los escogidos. Hay que ver más una tentativa de preservación de las auténticas tradiciones que un movimiento revolucionario.
Según las hagiografías compiladas hacia el año 400, en el año 142 la deidad Taishang Laojun (Laozi) se le apareció en el Monte Heming, concediéndole el título de Maestro Celestial. La deidad le advirtió de la llegada de inminentes plagas, bestias y demonios del inframundo, y de que sólo 240.000 personas serían las elegidas para sobrevivir a estos cataclismos y habitar en la nueva era posterior, la era de la Gran Paz.
Una tradición le sitúa como ermitaño durante un tiempo en el monte Longhu donde se habría instalado también Zhang Sheng (張盛), tercer o cuarto hijo de Zhang Lu, y así se instauró un linaje posiblemente ininterrumpido de Maestros Celestiales de la familia Zhang, líderes de la corriente taoísta Zhengyi Dao (la Poderosa Alianza), que emergió durante la dinastía Song, aunque su relación con Zhang Daoling es imposible de verificar. Después de la muerte del 63º Maestro, Zhang Enbo (張恩溥), en 1969, quien vivía refugiado en Taiwan, se produjo una escisión: el nieto materno de Zhang Enbo, Lu Jintao (魯金濤), residente en la República Popular china, cambió su nombre a Zhang y reclamó su reconocimiento como legítimo Maestro Celestial y líder del grupo, a pesar de lo cual se suele considerar como legítimo representante actual del movimiento y 64º Maestro a Zhang Yuanxian (張源先), que tiene su sede en Taiwán.

## Culto
Zhang Daoling se ha convertido con el tiempo en una auténtica deidad en todo el Sudeste Asiático con el nombre de Zhang Tianshi, alabado por sus exorcismos. Su representación iconográfica, donde aparece cabalgando un tigre y esgrimiendo una espada o su sello, protege las casas de los malos espíritus. Su poder aleja la enfermedad y los problemas. Algunos días le son dedicados: el 28º del cuarto mes, el 15º del 1º y el 2º mes (aniversario de Laozi).

## Obras

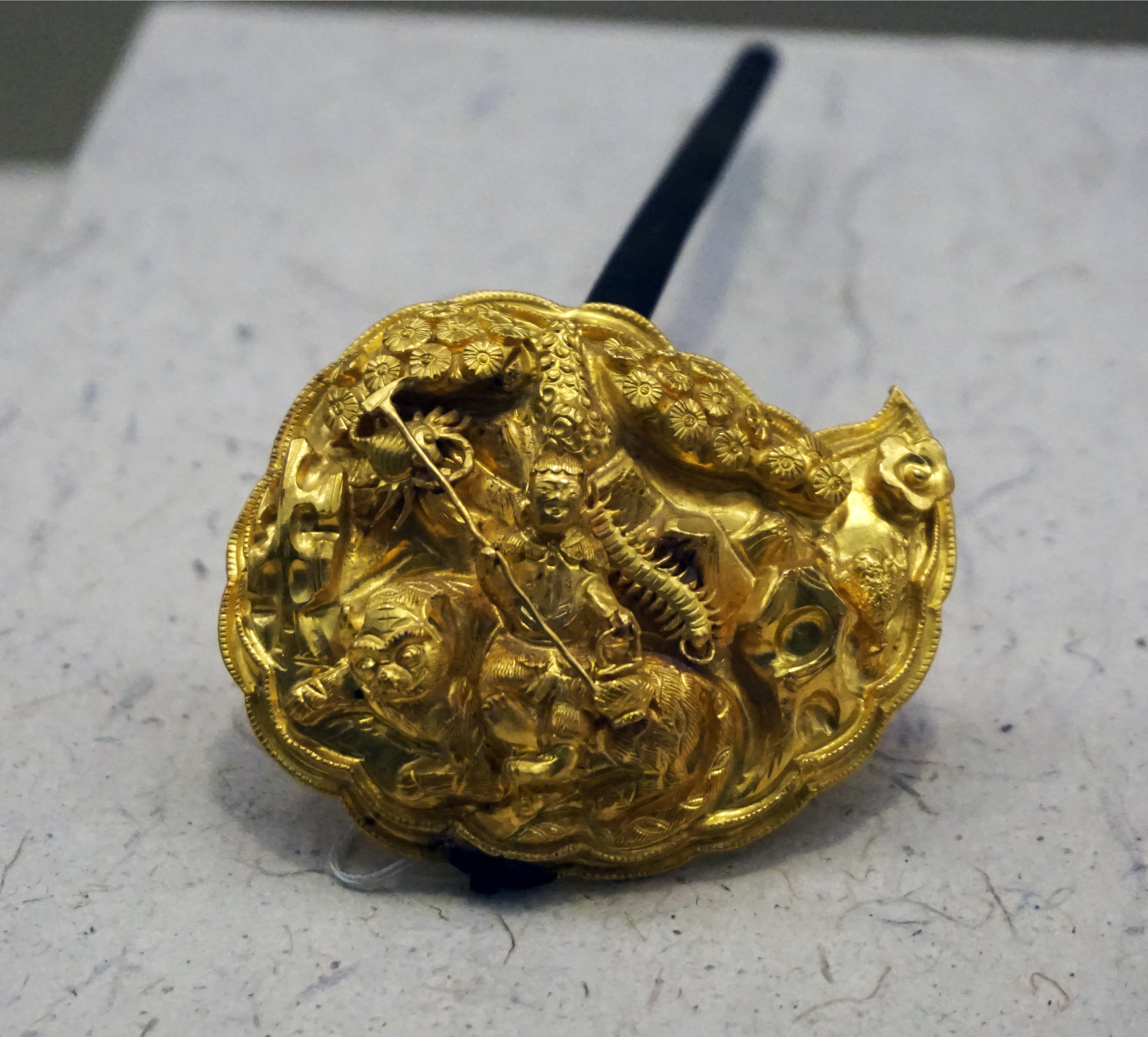
Sello de Zhang Tianshi

Además del Talismán secreto de la poderosa alianza de la verdad y de la unidad, le son atribuidas varias recopilaciones de talismanes y fórmulas mágicas:
- El libro de los tres puros (Sanqing zhongjing 三清眾經)
- Los secretos de los talismanes y del horno de cinabrio (Fuludanzao mijue 符籙丹灶秘訣)
- Las espadas viril y hembra contra el mal (Sanwuzhanxie cixiongershenjian 三五斬邪女雄二神劍)
- El sello de Yangping (Yangping zhidugongyin 陽平治都功印)
- El comentario Xiang'er (Laozi xianger zhu 老子想爾注) del Dàodé jīng (Libro del Camino y de la Virtud)
- El libro de los cinco talismanes (Wufujing 五符經)